# Joan Jordi Beumala i Sampons
Joan Jordi Beumala i Sampons (Lleida, 22 d'abril del 1960) és músic, instrumentista, lutier reparador d'instruments de vent i compositor de sardanes.

## Biografia[2]
Per bé que nascut a Lleida, viu a Sabadell des dels dos anys. Als 12 anys començà a estudiar al Conservatori de Sabadell (solfeig, teoria i piano). Sis anys més tard inicià l'estudi de la tenora amb Josep Vilà i, més endavant, saxòfon (grau superior pel Conservatori Municipal de Barcelona) amb Adolf Ventas i contrabaix (grau superior pel Conservatori del Liceu) amb Ferran Sala. Al Conservatori de Girona obtingué el títol de professor de tenora.
Als 18 anys començà a escriure sardanes. El 1982 ingressà com a tenora a la Cobla Sabadell, on també tocà el tible i el contrabaix; hi romangué fins al 1987. Poc després, co-fundà i exercí de saxòfon soprano al quartet de saxòfons Saxocromia a 4 del Conservatori de Sabadell i exercí de professor al Centre d'Estudis Musicals Especialitzats de Sabadell. Com a intèrpret de contrabaix passà breument per les cobles La Principal de Barcelona i Ciutat de Cornellà, per ingressar el 1990 a la Cobla Sant Jordi-Ciutat de Barcelona. El 1996 era professor de saxòfon i conjunt instrumental a l'escola de banda i cobla del Col·legi Santa Maria, de Blanes. També ha estat contrabaixista a l'Orquestra de cambra Eduard Toldrà, director de les cobles Nova Vallès, Vila d'Olesa, Lluïsos de Taradell (1996-2001) i de la cobla juvenil Ciutat de Solsona i des del 2004 és director de la cobla Ciutat de Terrassa.
Estudià reparació d'instruments (tible i tenora) amb Alfons Sibila, de Gironella, i posteriorment amplià els estudis a la "Malden School of Musical Instrument Repair", amb Gary Mills i Trevor Head (instruments de vent-fusta, saxòfons, instruments de metall) i Selmer, de París (saxòfons i clarinets); exerceix la professió de lutier d'instruments de vent des del seu taller Cal Músic, fundat el 2005 a Sabadell.
D'entre les més de 80 sardanes que ha escrit es poden ressaltar Destapem els 60, premi Sardana de l'any del 2005 i Entre el somni i l'albada, que va guanyar el segon premi del concurs Salvador Uyà (1986). També guanyà els premis Ramon Serrat dels anys 1987 i 1989, el Novasardana de 1988, el SGAE de 1992, i altres. Una cinquantena d'aquestes sardanes han estat enregistrades per diverses cobles. És autor de diverses peces de música per a cobla, estudis per a tenora i altres obres musicals.

## Obres
(selecció)

### Música per a cobla
- El chupito (1995), xotis
- Escenes del bosc mil·lenari (1995), suite
- L'Hereu Riera (1990), glossa del tema popular
- Joc d'infants, divertiment per a cobla
- Kosmidion (2002), obra lliure per a cobla
- Perpetuum mobile (2004), galop (pas-doble)
- Sintonia dels Dansaires del Penedès (2002), dedicada a la colla sardanista d'aquest nom
- Sitges 1900 (1993), suite evocació de les Festes Modernistes
- El vals dels nuvis (2008)

Danses: Ball de coques, Ball de pescadors, Dansa de les almorratxes, La pastoreta, El patatuf (Sant Iscle de Vallalta)

### Sardanes
- Amaranta (1989)
- Ara és l'hora de Banyuls (2007)
- Avant roquetencs *
- La cançó de la mare (1987), premi Ramon Serrat
- Cançoneta de tardor (1992), amb lletra de Lluís Subirana i Rebolloso, finalista del premi Cantem sardanes
- Centre de gravetat (2008), obligada de contrabaix
- Dacamera 16: saxdana (2000), per a quatre saxòfons, a partir de la sardana Estel d'argent[8]
- Destapem els 60 (2005), premi Sardana de l'any *
- Diada d'aniversari (1988, rev. 1992)
- En Josep de Can Tinco (1994)
- Enardiment (1987), obligada de tenora *
- Entre el somni i l'albada (1986), premi Salvador Uyà
- Les entremaliadures d'en Patufet (1990)
- Estel d'argent (1994)
- La fada (1987), premi Novasardana 1987
- La llei de Murphy (1998), obligada de tible i fiscorn
- La mallerenga (1986), obligada de tenora. Revisada el 1990, obligada de tible
- Música per a tu (1999), premi Joaquim Serra
- Nit de gresca (1994), obligada per a dues tenores, dedicada a Josep Antoni Sànchez i Jordi Paulí
- Ofrena a Lleida (1989), premi Ramon Serrat
- Petits Laietans *
- El rondinaire (1992), obligada de tenora
- Una sàvia decisió (2003), obligada de trompeta *
- Sitges, la festa (2000)[9]
- Trempera olímpica (1992), obligada de cobla
- La veu d'en Joan (2006), obligada de fiscorn